# Perryton
Perryton är administrativ huvudort i Ochiltree County i Texas.  Enligt 2010 års folkräkning hade Perryton 8 802 invånare.

## Kända personer från Perryton
- Ryan Culwell, singer-songwriter